# Gare d'Abbeville-Porte-du-Bois
Pour les articles homonymes, voir Gare de la Porte.
Ne doit pas être confondue avec la gare d'Abbeville.
La gare d'Abbeville-Porte-du-Bois, localement appelée gare de la Porte du Bois, est une ancienne gare ferroviaire française qui fut uniquement ouverte au trafic voyageurs, située sur le territoire de la commune d'Abbeville, dans le département de la Somme, en région Hauts-de-France.
Elle présente la particularité d'être en fait constituée de deux points d'arrêt, dont les bâtiments voyageurs respectifs sont installés de part et d'autre d'un passage à niveau : une gare (sur une ligne principale à écartement normal), mise en service en 1879 par la Compagnie du Nord et fermée en 1956 par la SNCF, et une halte (sur une ligne secondaire à écartement métrique), ouverte en 1892 et fermée en 1947 par la SE.

## Situation ferroviaire

### La gare

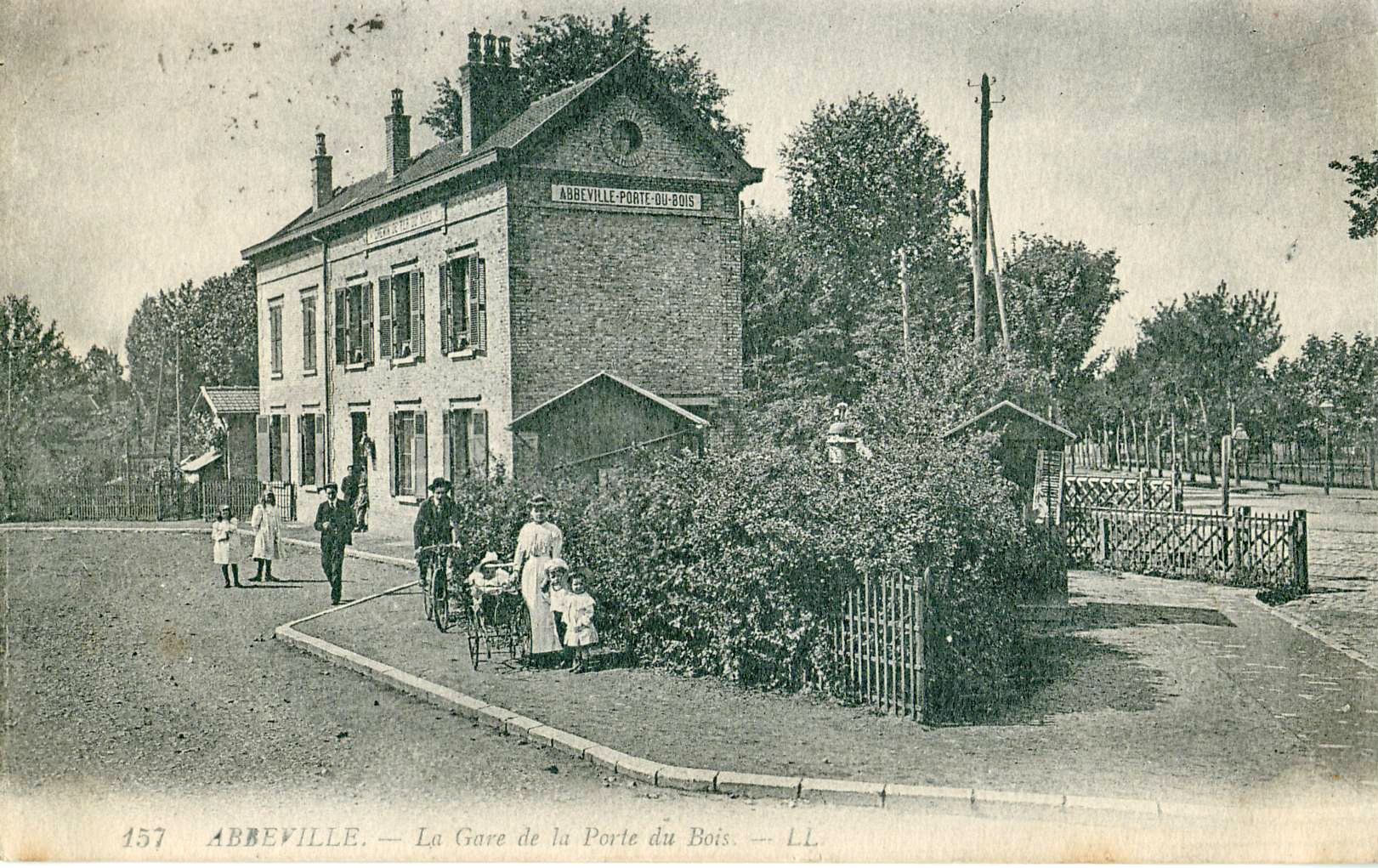
Le bâtiment voyageurs de la gare, peu après la Première Guerre mondiale.

Établie à 21 mètres d'altitude, la gare d'Abbeville-Porte-du-Bois est située au point kilométrique (PK) 130,7 de la ligne de Fives à Abbeville (à voie unique ; déferrée et déclassée entre Saint-Pol-sur-Ternoise et Abbeville), avec un bâtiment voyageurs construit juste après (au sud d') un ancien passage à niveau (PN) de type SAL 2,, entre la halte fermée de Caours et la gare ouverte d'Abbeville ; la gare ouverte précédente est celle de Saint-Pol-sur-Ternoise. Elle disposait d'un quai latéral, dont la longueur était d'environ 180 m.

### La halte

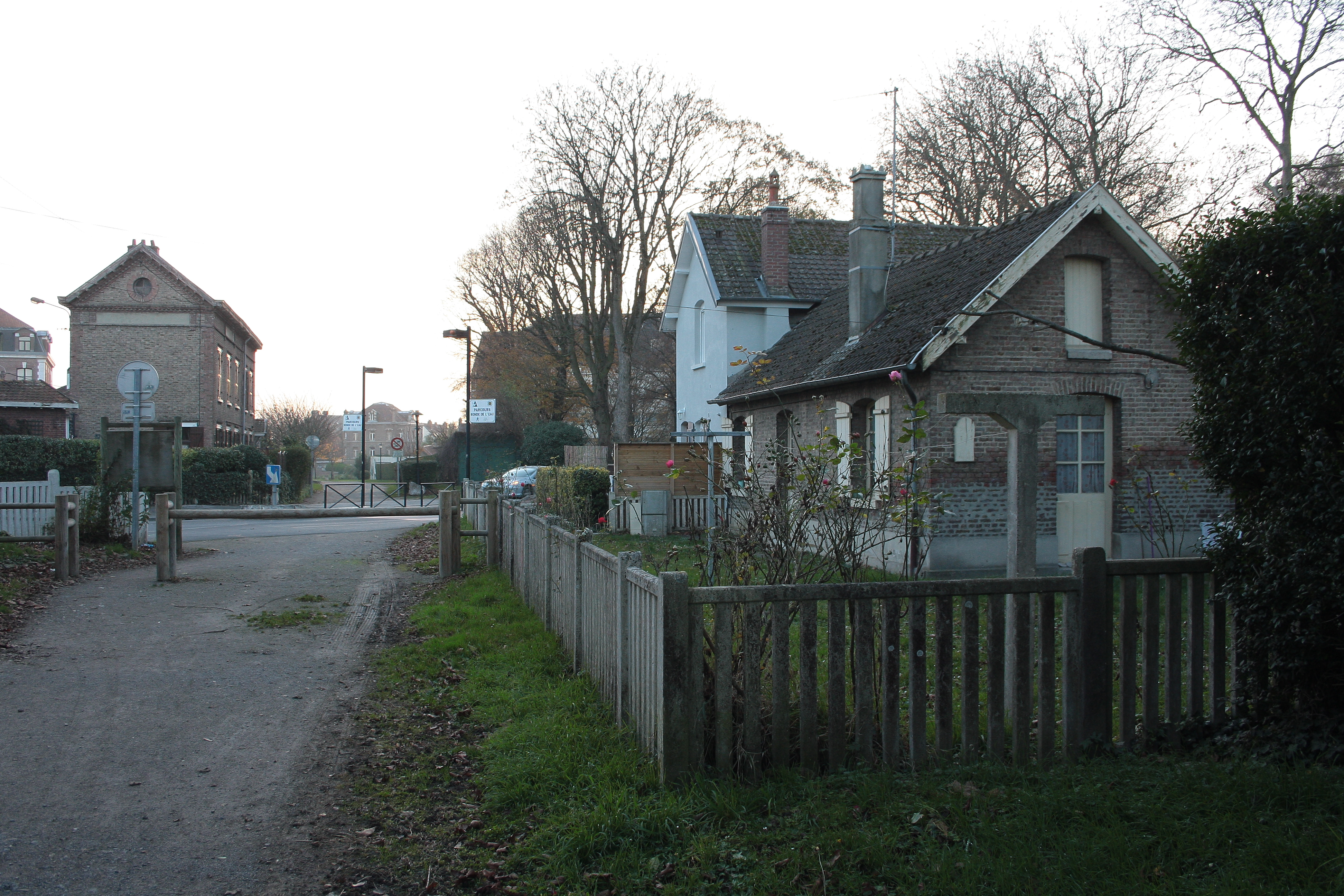
Anciens bâtiments voyageurs de la halte (à droite) et de la gare (au fond, à gauche), en novembre 2014.

Le bâtiment voyageurs de la halte du même nom est situé de l'autre côté (au nord) dudit PN,,,, au PK 3,887 de la ligne de chemin de fer secondaire d'Abbeville à Dompierre (à voie unique et métrique ; totalement déclassée et déferrée), entre les haltes fermées — et détruites — d'Abbeville-Porte-Saint-Gilles, et de Drucat.
C'est un peu plus loin, au nord-est, que les plates-formes des deux lignes, jumelées depuis la gare d'Abbeville, se séparent,,, respectivement à destination de Lille et de Dompierre.

## Histoire

### La gare
Abbeville-Porte-du-Bois est mise en service en juin 1879, lors de l'ouverture de la section Frévent – Auxi-le-Château – Abbeville de la ligne de Fives à Abbeville, par la Compagnie des chemins de fer du Nord,). Ainsi créée comme halte, elle devient une gare en 1902 (avec un bâtiment voyageurs également ouvert au service des colis), à la suite des négociations entre la municipalité abbevilloise et la compagnie (ayant eu lieu en 1897). Ledit bâtiment est agrandi sur son côté sud quelques années plus tard.
Elle intègre à sa création, le 1er janvier 1938, le réseau de la Société nationale des chemins de fer français (SNCF). En 1951, l'établissement est une « halte ». Sa fermeture intervient le 18 décembre 1956, en même temps que celle de la section de ligne Abbeville – Frévent aux voyageurs. Elle est auparavant desservie par quatre aller-retours quotidiens (assurés en autorail), entre Abbeville et Saint-Pol-sur-Ternoise, dont deux sont en provenance ou à destination du Tréport.

### La halte
En parallèle, la halte est mise en service le 19 juin 1892, à l'ouverture de la ligne d'Abbeville à Dompierre, des Chemins de fer départementaux de la Somme (concédés à la Société générale des chemins de fer économiques).
Devenue le terminus de cette ligne après que la section la reliant à la gare d'Abbeville a été déferrée pendant la Seconde Guerre mondiale (du fait de la destruction du pont sur la Somme, en mai 1940 — bien qu'une gare de transbordement allemande, pour les matériaux destinés au terrain d'aviation du Plessiel, ait par la suite temporairement existé près du boulevard Vauban,,), elle est finalement fermée en même temps que la section Abbeville-Porte-du-Bois – Forest-l'Abbaye aux voyageurs, soit le 10 mars 1947,.

## Patrimoine ferroviaire

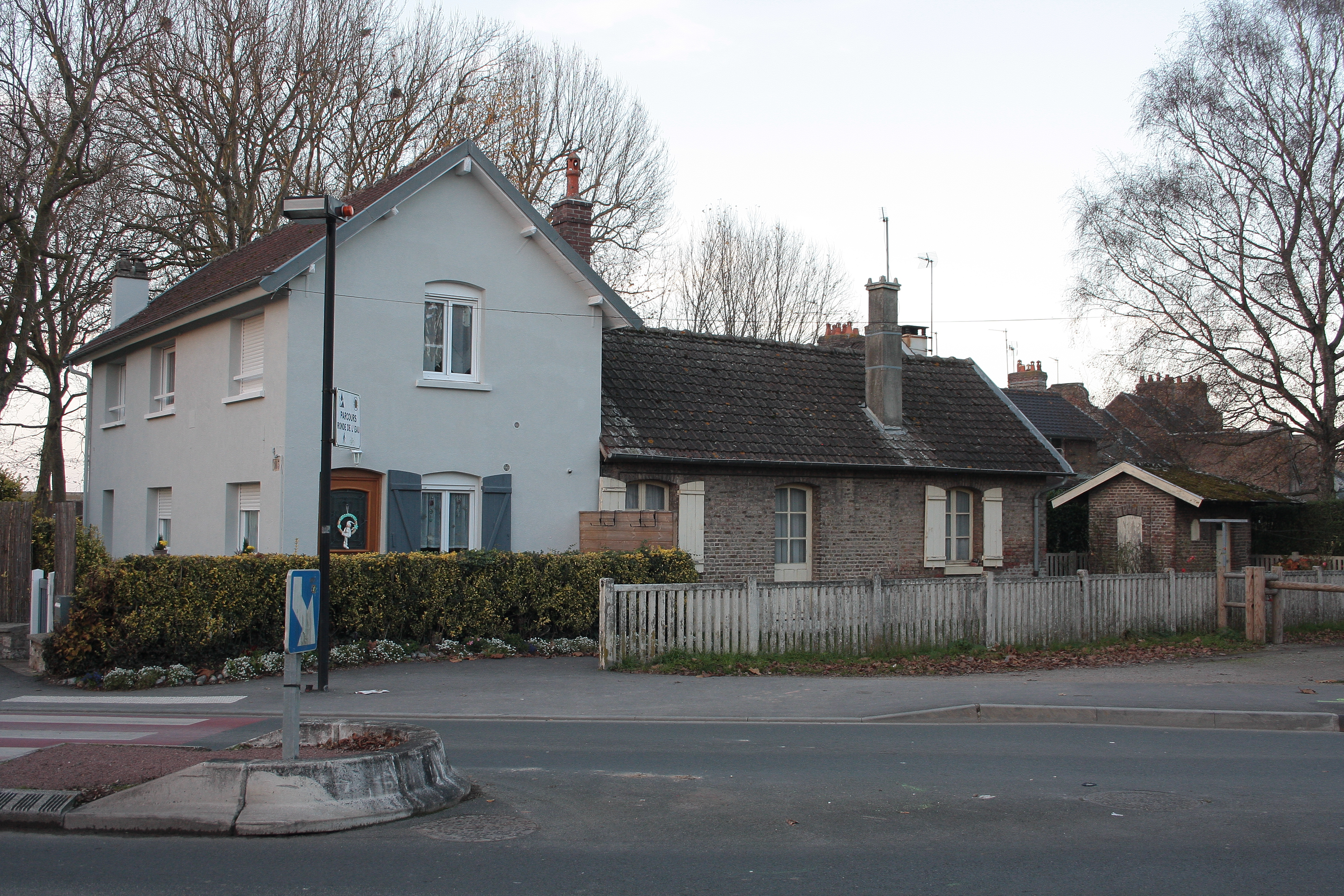
Ancien bâtiment voyageurs (et son annexe sanitaire) de la halte et la maison de garde-barrière, en novembre 2014.

L'ensemble des installations ferroviaires (rails, traverses, ballast et quais) des deux lignes précédemment citées ont disparu, à l'exception des anciens bâtiments voyageurs et de leurs annexes sanitaires, devenus des propriétés privées (habitations) après avoir été revendus à des particuliers. La plate-forme de la ligne de Fives à Abbeville (qui est fermée à la fin de 1989, puis déclassée le 17 octobre 1994, le tout entre Abbeville et Auxi-le-Château), est devenue une voie verte — à partir de 2002 — également entre Abbeville et Auxi-le-Château, nommée « La Traverse du Ponthieu ». C'est à ce titre que l'ancien passage à niveau a été reconverti en passage piéton.